# Just Give Me a Reason
Just Give Me a Reason песма је коју је америчка кантауторка Пинк снимила заједно са главним певачем групе „Fun”, Нејтом Руесом. Песма је објављена као трећи сингл са певачициног шестог студијског албума The Truth About Love (2012). Џеф Баскер је заједно са извођачима песме учествовао у писању њеног текста, поред тога што ју је и продуцирао. Ово је поп балада која говори о жељи пара да се њихова веза одржи иако функционише лошије него раније.
Песма је добила позитивне критике, а многи музички критичари су је оценили као најбољу нумеру са албума. Пре званичног објављивања, Just Give Me a Reason се нашао на листама у многим земљама због велике дигиталне продаје, што је и био разлог њеног објављивања. Песма је остварила светски успех, достигавши на прво место рекордних листи у двадесет једној земљи — Сједињеним Америчким Државама, Аустрији, Аустралији, Канади, Чешкој, Исланду, Ирској, Либану, Италији, Луксембурги, Мексики, Холандији, Новом Зеланду, Пољској, Португалији, Шкотској, Словачкој и Шведској, а међу пет најбољих у више од десет земаља као што су Уједињено Краљевство, Белгија, Бразил, Данска, Финска, Француска, Израел, Норвешка, Швајцарска и Шпанија. Ово је постао певачицин четврти сингл који је достигао на прво место америчке листе Билборд хот 100, а такође и њен трећи сингл који је достигао на прво место Билбордове листе „Digital Songs”, након песама So What (2008) и Raise Your Glass (2010).
Сингл је у дигиталном издању продат у више од четири милиона примерака, у САД-у. Just Give Me a Reason је освојио Билбордову „Mid-Year” награду за омиљени сингл са првог места листе „хот 100”, а двапут је био номинован и за награду Греми у 2014. години — за најбоље поп дуо/групно извођење и песму године.